# Melania Trump
Melania Trump (født som Melanija Knavs, fortysket til Melania Knauss, den 26. april 1970 i Novo Mesto, SFR Jugoslavien (nu Slovenien)) er siden 20. januar 2025 USA's førstedame i kraft af sit ægteskab med USA's 45. og 47. præsident Donald Trump. En rolle hun tillige besad i perioden 2017-2021 under Donald Trumps første embedsperiode .. Melania Trump var tidligere model i Slovenien og USA.
Melania Trump flyttede til i USA i 2001, hvor hun fik statsborgerskab i 2006.

## Liv og gerning
Hendes moder var modedesigner. Melania begyndte sin modelkarriere som 16-årig, og som 18-årig skrev hun kontrakt med et modelbureau, ID Models, i Milano. Hun arbejdede derefter som model i Milano og Paris, samtidig med at hun studerede design og arkitektur ved universitetet i Ljubljana i Slovenien.
Hun taler 6 sprog: foruden modersmålet slovensk også serbo-kroatisk, engelsk, fransk, italiensk og tysk.

### Flyttet til USA
Gennem sin advokat, Michael Wildes, har hun tilkendegivet, at hun først kom ind i USA på et businessvisum i august 1996. Hun opnåede et H-1B visum i oktober 1996. Derefter rejste hun jævnligt tilbage til Slovenien for at opnå yderligere fire etårige arbejdsvisa, fordi på det tidspunkt var etårige visa det eneste, der var tilladt i henhold til den amerikanske aftale herom med Slovenien. Hun opnåede et Green Card og fik en lovlig fast bopæl i 2001 for at arbejde som en fotomodel med "ekstraordinære evner". Hun opnåede først amerikansk statsborgerskab i 2006, året efter sit ægteskab. 
I november 2016 rapporterede Associated Press, at Trump blev betalt 20.056 USD for 10 modelarbejder i USA i 1996 inden, at hun havde fået juridisk tilladelse til at arbejde i landet. Ifølge Wildes er de dokumenter, som AP har lagt til grund, "ikke er blevet bekræftet, [og] afspejler ikke vores optegnelser, herunder tilsvarende passtempler."
I løbet af sin modelkarriere kom hun på forsiden af magasiner som Vogue, Harper's Bazaar, In Style, Vanity Fair og Glamour.
I 2010 præsenterede hun en egen smykkekollektion, Melania Timepieces and Jewelry (oversat: Melania Ure og smykker). I 2013 debuterede hun med en serie af hudplejeprodukter.
Hun mødte Donald Trump i september 1998. De blev forlovet i 2004 og gift i januar 2005. Blandt deltagerne i brylluppet var Katie Couric, Matt Lauer, Rudy Giuliani, Heidi Klum samt Hillary Clinton og Bill Clinton. Hun fik amerikansk statsborgerskab i 2006.

### Præsidentvalg 2016
I november 2015, da hun blev spurgt om sin mands præsidentvalgkampagne, svarede hun: ".. Jeg opfordrede ham, fordi jeg ved, hvad han vil gøre, og hvad han kan gøre for Amerika Han elsker det amerikanske folk, og han ønsker at hjælpe dem" [36] Adspurgt af The New York Times i 1999, hvad hendes rolle ville være, hvis Donald Trump ville blive præsident, svarede hun: "... jeg ville være meget traditionel Ligesom Betty Ford eller Jackie Kennedy ville jeg støtte ham".
En anti-Donald Trump PAC marts 2016 offentliggjorde et angreb i form af et nøgenfoto af hende, der blev offentliggjort i 2000 som en del af en britisk GQ magazine fotoserie. Fotografiet viser hende lænket i håndjern til en dokumentmappe liggende på et pelstæppe ombord på Donald Trumps private jet.
I juli 2016 blev man fra Melania Trump officielle hjemmeside omdirigeret til Trump.com. På Twitter erklærede hun, at hendes hjemmeside var forældet og ikke "præcist afspejler [hendes] løbende forretninger og faglige interesser." Denne ændring skete efter, at det blev almindeligt påstået i medierne, at hjemmesiden fejlagtigt havde hævdet i mere end 10 år, at hun havde en akademisk grad i arkitektur og design fra universitetet i Ljubljana. Hendes biografi i det officielle program for republikanske nationale konvent i 2016 angav også fejlagtigt, at hun havde opnået en akademisk grad i Slovenien.
Melania Trump har spillet en aktiv rolle i sin mands præsidentvalgkamp; en tale, som hun holdt på det republikanske partikonvent, blev meget omdiskuteret, fordi dele af den blev beskyldt for at være afskrift fra en tale, som Michelle Obama holdt i 2008. Adspurgt om talen, svarede Trump, at hun skrev talen selv "med så lidt hjælp som muligt". [49] Meredith McIver, der havde medvirket ved forberedelsen af talen, påtog sig to dage senere skylden og trak sig fra stillingen.
Den 1. september 2016 indgav hendes advokater en anmeldelse mod den britiske tabloidavis Daily Mail og Webster Tarpley, en politisk blogger fra Maryland, med påstand om ærekrænkelse. Begge havde offentliggjort beskyldninger fra andre kilder, at hun havde arbejdet som escortpige for en herreklub i Italien i 1990'erne. Tarpley offentliggjorde et dementi og en undskyldning den 22. august. The Daily Mail offentliggjorde en tilbagetrækning og undskyldning efter anmeldelsen var blevet indgivet.